# إقليم أنتوفاغاستا
إقليم أنتوفاغاستا (بالأسبانية: II Región de Antofagasta) هو واحد من 15 إقليمًا في جمهوريّة تشيلي، حيث يُعتبر الإقليم التقسيم الإداري الأول في البلاد. يتكوّن هذا الإقليم من 3 مقاطعات؛ هي أنتوفاغاستا، إل لوا، توكوبيلا. يحتل الإقليم الجزء الشمالي من صحراء أتاكاما، أما الأجزاء المتبقيّة منها فتمتد في باقي المنطقة الطبيعيّة بالشمال الصغير.
تُعتبر مدينة أنتوفاغاستا عاصمة الإقليم، وتبعد 1,100 كيلومترًا شمال العاصمة التشيليّة سانتياغو. كما تُعتبر مُدُن كالاما، توكوبيلا من أهم المدن والبلديّات. تبلغ مساحة الإقليم حوالي 126,049 كيلومترًا مربعًا، كما بلغ عدد سكانه 530,879 نسمة في عام 2012.

## الجغرافيا

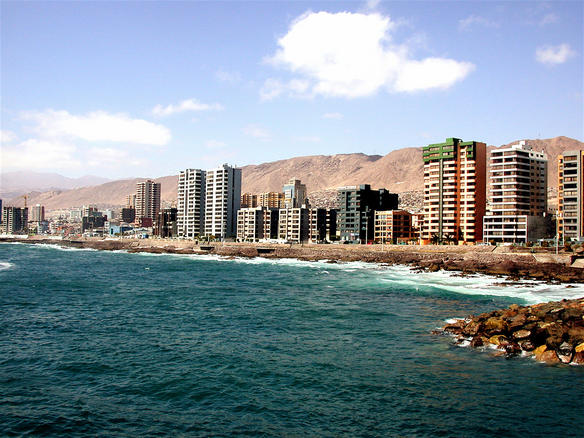
مدينة أنتوفاغاستا

يقع إقليم أنتوفاغاستا في شمال تشيلي، وتحديدًا في المنطقة الطبيعيّة في الشمال الكبير. ويشكّل جزءًا كبيرًا من صحراء أتاكاما، ويُعتبر نهر لوا أكبر أنهار الإقليم وأهمها، إذ يبلغ طوله 440 كم ومساحة المسطح المائي 33.570 كم2. يقع المحيط الهادئ غرب الإقليم، إقليم تاراباكا في الشمال، وإقليم أتاكاما في الجنوب. كما تحاذي الإقليم الحدود الأرجنتينيّة والبوليفيّة من الشرق.

## الاقتصاد

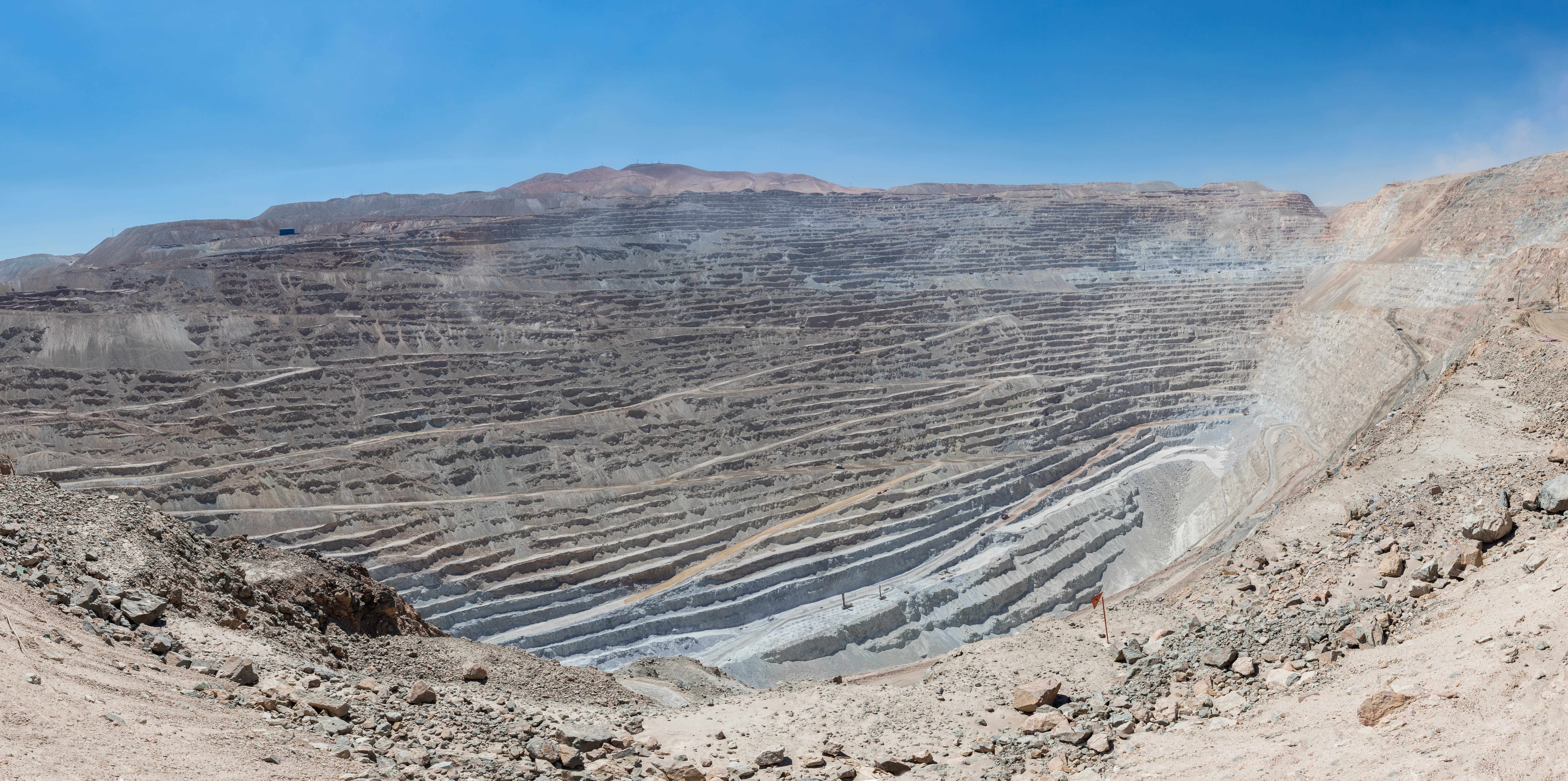
منجم تشوكوتكا ماتا، أحد أكبر مناجم النحاس بالعالم موجود في الإقليم.

يُعتبر التعدين القطاع الاقتصادي الأهم في إقليم أنتوفاغاستا. ويُعتبر النحاس الخام الرئيسي، كما إن اثنين من مناجم النحاس الرئيسيّة في العالم موجودة في هذه المنطقة، والتي تحوي معادن أخرى مثل نترات البوتاسيوم والذهب واليود والليثيوم. من أهم تلك المناجم منجم تشوكوتكا ماتا.
من جهة أخرى، يساهم التصنيع والصيد أيضًا في اقتصاد الإقليم على نطاق أصغر.
تجذب تلك المواقع الطبيعيّة السيّاح. وتعتبر مدينة سان بيدرو دي أتاكاما مركز السياحية الرائد بالمنطقة، نظرا لقربها من موقع صحراء أتاكاما المالحة.

## الصور

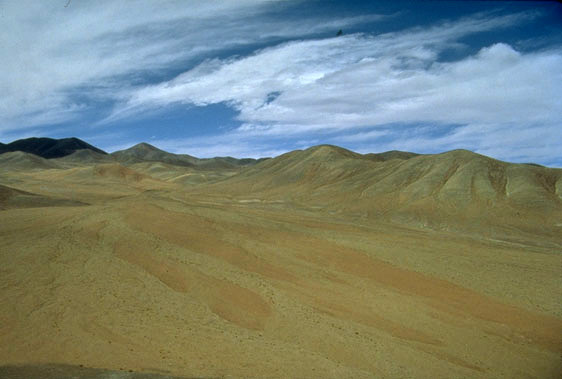
صحراء أتاكاما في الإقليم
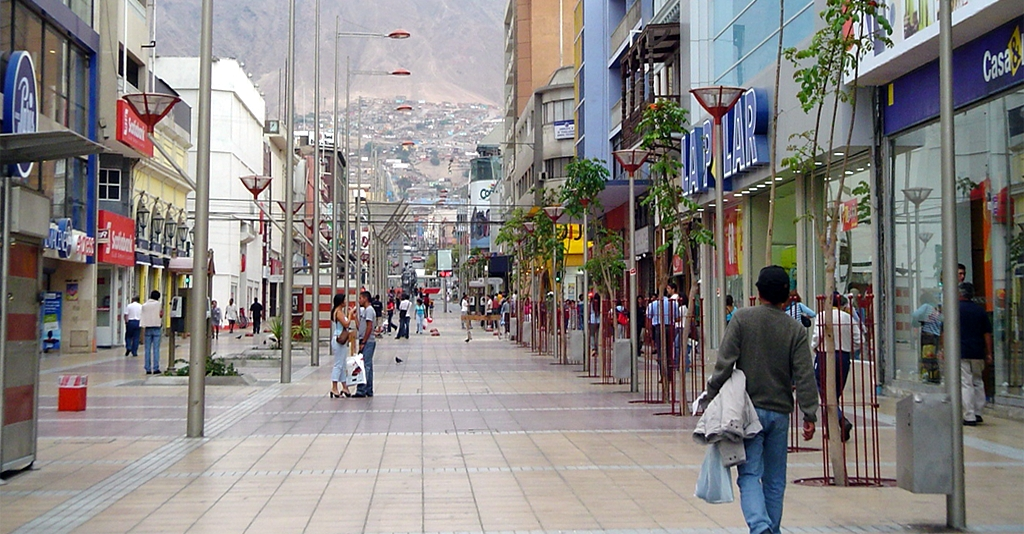
مدينة أنتوفاغاستا، مركز الإقليم
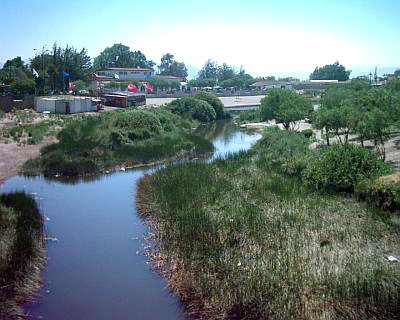
نهر لوا في كالاما

## التقسيم الإداري

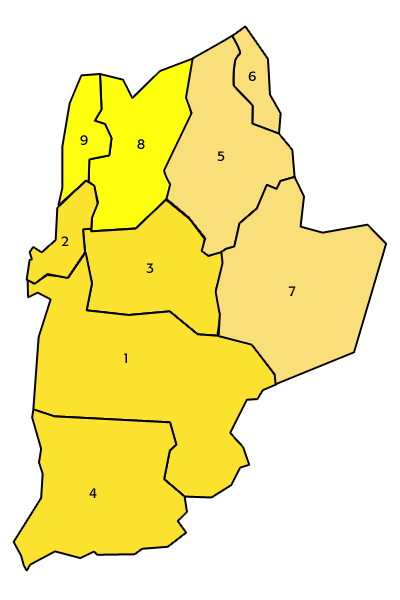
التقسيم الإداري لإقليم أنتوفاغاستا.

ينقسم إقليم أنتوفاغاستا إلى 3 مقاطعات (بالأسبانية: Provincia)؛ أنتوفاغاستا (باللون البرتقالي المصفر)، إل لوا (باللون البرتقالي)، توكوبيلا (باللون الأصفر). وتنقسم هذه المقاطعات الثلاث بدورها إلى 9 بلديّات (بالأسبانية: Comuna).

## وصلات خارجية
- الموقع الحكومي الرسمي لإقليم أنتوفاغاستا (بالإسبانية)